# 神谷玄次郎捕物控
『神谷玄次郎捕物控』（かみやげんじろうとりものひかえ）は、藤沢周平による日本の連作短編時代小説。1975年から1980年にかけて『小説推理』（双葉社）にて断続的に連載され、1980年に『出合茶屋 神谷玄次郎捕物控』と改題され双葉社より単行本化。1985年に『霧の果て 神谷玄次郎捕物控』と再改題され文春文庫より文庫化された。
これまでに3度テレビドラマ化されており、1度目は1980年に東京12チャンネルで『悪党狩り』のタイトルで尾上菊五郎主演で、2度目は1990年にフジテレビ系で古谷一行主演で、3度目は2014年4月よりNHK BSプレミアム「BS時代劇」で高橋光臣主演で放送された。2015年4月よりBS時代劇にて第2期が放送。

## あらすじ
自他ともに認める北町奉行所きっての怠け者同心であるものの、剣の腕は確かな神谷玄次郎が、母と妹を惨殺された過去を胸に潜めながら様々な事件の謎を暴いていく。

## 収録作
『小説推理』（双葉社）にて掲載された。
- 針の光（1975年6月号）
- 虚ろな家（1975年8月号）
- 春の闇（1976年5月号）
- 酔いどれ死体（1979年5月号）
- 青い卵（1979年8月号）
- 日照雨（1979年11月号）
- 出合茶屋（1980年2月号）
- 霧の果て（1980年5月号）

## 書誌情報
- 『出合茶屋 神谷玄次郎捕物控』
  - 1980年5月 双葉社
  - 1982年8月 フタバノベルス
  - 1997年5月 フタバノベルス ISBN 4575005738
- 『霧の果て 神谷玄次郎捕物控』
  - 1985年6月 文春文庫 ISBN 4-16-719212-8
- 『神谷玄次郎捕物控 霧の果て』
  - 2010年9月 文春文庫 ISBN 978-4-16-719247-1 解説：児玉清[1]【新装版】

- その他の収録本
  - 『週刊 藤沢周平の世界』（朝日新聞社）第20号
  - 『藤沢周平全集』（文藝春秋）第13巻
  - 『捕物小説名作選』（集英社）第2巻（「春の闇」収録）

## 登場人物
神谷 玄次郎（かみや げんじろう）
本作の主人公で、北町奉行所定廻り同心。
小石川竜慶橋で直心影流の道場を開く酒井良佐（さかい よしすけ）の高弟で、2年前までは三羽烏の1人に数えられていたほどの剣豪だが、上役や同僚にはほとんど知られていない。見回りをさぼったり、茶屋に入り浸ったり、と現在は奉行所きっての怠け同心と思われているが、ひとたび事件が起これば、かつて老練な同心として名を馳せた父・勝左衛門譲りの綿密で鋭い調べでたちどころに解決する。
無足の見習い同心として奉行所に勤めていた14歳の頃、母と妹が何者かに惨殺され、父も妻子の死で病がちになり、約1年後に亡くなった。
母と妹の死は、当時父が追っていたある重要な犯罪の関係者が、父の動きを牽制するために起こしたとされ、奉行所も当初は異例の人数をつぎ込んで捜査したが、ある日突然中断してしまった。上役の金子によれば、奉行所より上の地位にある人物が関わっているであろうことは想像がつき、それゆえに密かに役所に対して不信感を持ち続けている。
この家族の死を巡る一連の出来事によって、「足をすり減らして真面目に勤めても、父のように見捨てられる」との理由で怠けを正当化するようになってしまった。
お津世（おつせ）
玄次郎の恋人。蔵前三好町の小料理屋「よし野」の女将。24歳。2年前に夫に死なれた未亡人で、3つになる息子がいる。亡き夫を殺した犯人を玄次郎が捕まえた縁で親しくなった。
銀蔵（ぎんぞう）
玄次郎配下の岡っ引き。38歳。深川六間堀町の髪結い床「花床」の主人。丸顔でひげ面。
おみち
銀蔵の女房。32歳。銀蔵が事件の調査中は、しっかり店を切り盛りする良妻。
直吉（なおきち）
銀蔵の下っ引き。20歳。板木ずりの職人。身寄りがなく、一人暮らし。結婚を言い交わしている相手がいる。
金子 猪太夫（かねこ いだゆう）
与力。56歳。怠け者の玄次郎を苦々しく思っており、ことあるごとに小言を言う。
鳥飼 道之丞（とりかい みちのじょう）
定廻り同心。玄次郎の同僚。27歳。廻る範囲が玄次郎と隣り合っている。剣術は下手だが、捕縛術の腕前はかなりのもの。
弥之助（やのすけ）
道之丞配下の岡っ引き。
勝蔵（かつぞう）・おろく
よし野の料理人と女中。夫婦。勝蔵は無口だが、おろくはお津世が愚痴をこぼしてしまうほどのおしゃべり。
おさく
神谷家の老女中。神田蝋燭町の桶屋の後家だが、玄次郎の母が体調を崩した時に手伝いに来たのが縁で、女中として神谷家に奉公するようになった。母と妹が死に、勝左衛門が寝込むようになった時から家の中を切り盛りし、玄次郎が不在がちの神谷家を守っている。玄次郎からは「ばあさん」と呼ばれる。

## テレビドラマ

### 東京12チャンネル（1980年）
『悪党狩り』（あくとうがり）と題して、東京12チャンネル系で毎週水曜夜9時からの1時間枠にて1980年10月8日から1981年3月25日まで放送された。全24話。主演は尾上菊五郎。

### フジテレビ（1990年）
フジテレビ系列で、1990年6月20日から9月19日まで水曜日 20:00 - 20:54（第1話のみ19:30 - 20:54）に全11話が放映された。

#### キャスト
- 神谷玄次郎 - 古谷一行
- お津世 - 藤真利子
- 鳥飼道之丞 - 唐沢寿明
- 直吉 - 黒崎輝
- おみち - 大橋芳枝
- 伊佐清兵衛 - 今福将雄
- 勝蔵 - 火野正平
- おしの - 広岡由里子
- おたか - 中本美鈴
- 文吉 - 安部潮
- 栄吉 - 西村純一
- 金子猪太夫 - 加藤武
- おさく - 賀原夏子
- 銀蔵 - 芦屋雁之助
- ナレーター - 江守徹

#### スタッフ
- 原作 - 藤沢周平
- 企画 - 鈴木哲夫
- プロデューサー - 佐生哲雄
- プロデューサー補 - 原克子
- 製作主任 - 高坂光幸
- 進行 - 楳村仁一、岸田吉永
- 俳優事務 - 安藤仁一郎
- 助監督 - 津島勝、田中幹人、新村良二、北村義樹
- 殺陣 - 宇仁貫三
- 記録 - 野崎八重子、川原富美子
- 音楽 - 大野克夫
- 主題歌 - 憂歌団「わかれのうた」（作詞：康珍化、作曲：羽田一郎）
- 制作協力 - 京都映画（現：松竹京都映画）
- 制作 - 松竹、フジテレビジョン

#### 放映日程
| 各話 | サブタイトル   | 脚本       | 監督     | ゲスト                                                                                       |
| ---- | -------------- | ---------- | -------- | -------------------------------------------------------------------------------------------- |
| 1    | 誘拐           | 安部徹郎   | 山本邦彦 | 峰岸徹、大門正明、清水健太郎、菊地陽子、川島美津子、飯島洋美、伊藤幸子、金子研三、北見唯一   |
| 2    | 密告           | 中村勝行   | 原田雄一 | 龍虎、森口瑤子、うえだ峻、趙方豪、紅萬子                                                     |
| 3    | 秘密           | 田上雄     | 杉村六郎 | 長門裕之、北村英三、谷村好一、青木卓司、夏海京子                                             |
| 4    | 疑惑           | 伊勢間照   | 原田雄一 | 一色彩子、坂上忍、北村総一朗、浅見美那、岩尾正隆、崎津隆介                                   |
| 5    | 消えた女       | 保利吉紀   | 富永卓二 | 丹波義隆、坂本長利、吉本真由美、朝比奈順子、綾川志剛、黒田隆哉、増田再起、五十嵐義弘         |
| 6    | 神隠し         | 渡辺善則   | 太田昭和 | 平泉成、河原崎建三、小林かおり、伊東達広、高峰圭二、木村栄、楠年明、伝法三千雄               |
| 7    | 針の光         | 武末勝     | 杉村六郎 | 八木さおり、内藤剛志、松田明、森下鉄朗、多賀勝、田中弘史、水上保広、松嶋尚美、多田昌世       |
| 8    | 岡っ引殺し     | 田上雄     | 太田昭和 | 滝田裕介、井上昭文、千野弘美、片桐竜次、丸山真穂、中村錦司、下元年世、草木宏之、福本清三     |
| 9    | 追い詰められて | 久貴千彩子 | 富永卓二 | 杉田かおる、岡野進一郎、ベンガル、石浜祐次郎、上原翔子、田中学、塩川健司、福永正憲、越坂英生 |
| 10   | 闇の穴         | 古田求     | 井上昭   | 高橋長英、西山嘉孝、野口貴史、野口寛、松本幸三、須永克彦、諸木淳郎、高市好行、山田公男       |
| 11   | 霧の果て       | 古田求     | 井上昭   | 清水綋治、本阿弥周子、遠藤太津朗、石丸謙二郎、古田将士、森下哲夫、森幹太、邦保、平岡秀幸     |

### BSプレミアム（2014年）
NHK BSプレミアム「BS時代劇」枠（毎週金曜日 20:00 - 20:43）にて2014年4月4日から5月2日まで放送された。全5回。主演は高橋光臣で、24年ぶりの再映像化となる。同枠にて2017年9月29日から10月27日までアンコール放送された。
第2期『神谷玄次郎捕物控2』が同枠にて2015年4月3日から5月22日まで放送された、全8回。

#### キャスト（BSプレミアム）
- 神谷玄次郎　（北町奉行所定町回り同心） - 高橋光臣
- お津世（浅草の小料理屋「よし野」のおかみ。玄次郎と恋仲） - 中越典子
- 銀蔵（玄次郎配下の岡っ引き、髪結い床「花床」店主） - 中村梅雀
- おみち（銀蔵の女房） - 山下容莉枝
- 鳥飼道之丞（北町奉行所定町回り同心、玄次郎の同輩） - 山崎樹範
- 伊佐清兵衛（北町奉行所例繰り方同心） - 上田耕一（第1期）
- 真木賛之助（北町奉行所例繰り方同心） - 佐藤二朗（第2期）
- 直吉（銀蔵配下の下引き） - 長谷川朝晴
- おしの（「よし野」の女中） - 柊瑠美
- 弥助（「よし野」の板前、元岡っ引き） - 高橋和也（第2期）
- お鷹（「花床」の女中） - 池田愛
- 金子猪太夫（北町奉行所与力） - 小野武彦
- おさく（神谷家下女） - 岸本加世子

#### ゲスト

##### 第1期
第一回「誘拐」
- 弥之助（鳥飼配下の岡引）- 西村和彦
- 菅生半蔵（浪人） - 前川泰之
- 作太郎（ろうそく屋「八幡町菊屋」の主人） - 飯田基祐
- より江（作太郎の女房、菅生の妹） - 陽月華
- お杉（「八幡町菊屋」の子守り女） - 金澤美穂
- お糸（作太郎の妾） - 内田もも香
- 鎌吉（下男） - 長江英和
- 政右衛門（「本家菊屋」の主人） - 西園寺章雄

第二回「針の光」
- 秋月兵馬（御家人、お咲の恋人） - 中林大樹
- お咲（両国広小路の水茶屋の茶くみ娘） - 黒川芽以
- お滝（小料理屋「お滝」の女将） - 池谷のぶえ
- 茂作（武州無宿人、手配中の殺人犯） - 森下能幸
- 水茶屋「清水」の亭主 - 村松利史
- 木村風太
- 浦野REN
- 海老瀬はな

第三回「疑惑」
- おるい（「一色堂」の後妻） - 雛形あきこ
- 鉄之助（「一色堂」の養子・傷害事件を起こし勘当された） - 山下徹大
- 弥吉（浅草橋場の絵草紙屋、庄兵衛の弟） - 木下ほうか
- おつる（「一色堂」の女中） - 高橋真唯
- 弁天の五郎蔵（賭場の胴元、おつるの父） - 新井康弘
- 政次（おるいの芸者時代の男） - 生津徹
- 庄兵衛（「一色堂」の主人） - 伊庭剛
- 杢兵衛（「一色堂」の番頭） - 多賀勝一

第四回「闇の穴」
- 峰吉（お津世の亭主） - 山口馬木也
- 音止の松五郎（盗賊の頭） - でんでん
- いの（松五郎の手下） - 水澤紳吾
- 坂崎平四郎（松五郎の手下） - 市川月乃助

最終回「霧の果て」
- 鶴木右膳（浪人・井筒屋の用心棒） - 豊原功補
- お寿賀（鶴木と駆け落ちした女） - 大河内奈々子
- 水野康方（元老中） - 西田健
- 井筒屋善右衛門（札差「井筒屋」の主人） - 岡本富士太
- 橋本兵助（堀井家家臣） - 内浦純一
- 印南数馬（堀井家家臣） - 朝倉伸二
- 村井藤九郎（堀井家家臣・公儀奏者番） - 河野洋一郎

##### 第2期
第一回「出合茶屋」
- おとせ（青梅屋おかみ） - 高岡早紀
- 伊之助（青梅屋主人） - 野村宏伸
- 半五郎（畳屋の若主人） - 比留間由哲
- 稲富清十郎（浪人） - 永澤俊矢

第二回「昔の仲間」
- 作十（日雇い人足） - 石橋蓮司
- 幸太（岡っ引き） - 上杉祥三
- 宇兵衛（長門屋主人） - 篠田三郎
- ゆり（宇兵衛の娘） - 柳生みゆ
- おうめ（作十の隣人） - 遊井亮子

第三回「消えた女」
- およう（弥助の女房） - 中村映里子
- 喜三郎（盗っ人・流れ星） - 忍成修吾
- 次兵衛（材木問屋「高麗屋」主人） - 宇梶剛士
- おうの（次兵衛の女房） - 宮本裕子
- 弥八（おようの父親） - 山本圭
- 臼井織部正（作事奉行） - 立川三貴

第四回「密告」
- 伊勢蔵（小料理屋「卯の花」主人） - 斎藤洋介
- 絲吉（「卯の花」賄い） - 水橋研二
- 佐和（鳥飼の妹） - 朝倉あき
- 磯六（たれこみ屋） - 不破万作
- 高柳惣兵衛（元吟味与力） - 峰蘭太郎

第五回「神隠し」
- 新兵衛（小間物屋「伊澤屋」主人） - 渡辺いっけい
- 庄七（伊澤屋番頭） - 阿南健治
- お品（伊澤屋女房） - 宮本真希
- 忠吉（伊澤屋手代） - 古山憲太郎
- 大黒屋主人 - 勝部演之
- 民蔵（島帰りの無宿人） - 大高洋夫

第六回「鬼ごっこ」
- 忠兵衛（小間物屋「井筒屋」主人/ムササビの吉） - 金田明夫
- おやえ（ 小料理屋「岩五郎」女中） - 須藤温子
- 陣内仙八郎（浪人） - 國本鍾建
- 半左衛門（古手屋「大坂屋」主人/蝮の市蔵） - 渋谷天外

第七回「小ぬか雨」
- おすみ（履物屋の娘） - 福田麻由子
- 新七（大店の奉公人） - 石田卓也
- お鳥 - 木下あゆ美
- 辰三（植木職人） - 柄本時生
- 源次（用心棒） ‐ 柴田善行

最終回「日照雨（そばえ）」
- 信助（経師職人） - 波岡一喜
- 喜兵衛（米穀問屋「奥州屋」 主人） - 国広富之
- おすわ（喜兵衛の妻） - 根本りつ子
- 惣六（奥州屋 車力） - 浅野和之
- おその（惣六の娘） - 安藤輪子
- 政太（奥州屋 長男） - 高杉瑞穂
- 重吉（奥州屋 次男） - 川野直輝
- おたき（女郎） - 三津谷葉子

#### スタッフ（BSプレミアム）
- 原作 - 藤沢周平『霧の果て〜神谷玄次郎捕物控』
- 脚本 - 安倍徹郎（パート1）、武末勝（パート1）、寺島誓（パート1）、古田求、田上雄（パート2）、渡辺善則（パート2）、保利吉紀（パート2）、中村勝行（パート2）、久貫千彩子（パート2）
- 脚本協力 - 渡辺善則
- 音楽 - 安川午朗
- 語り - 橋爪功
- 演出 - 本木克英、酒井信行
- 制作統括 - 原克子（松竹）、真鍋斎（パート1）、城谷厚司（NHKエンタープライズ）（パート2）、原林麻奈（NHK）
- 制作 - NHKエンタープライズ
- 制作・著作 - NHK、松竹

#### 放映日程（BSプレミアム）
第1期（2014年）
| 回     | 放映日  | サブタイトル | 原作     | 脚本     | 監督     |
| ------ | ------- | ------------ | -------- | -------- | -------- |
| 第一回 | 4月04日 | 誘拐         | 虚ろな家 | 安倍徹郎 | 本木克英 |
| 第二回 | 4月11日 | 針の光       | 針の光   | 武末勝   | 酒井信行 |
| 第三回 | 4月18日 | 疑惑         |          | 寺島誓   | 酒井信行 |
| 第四回 | 4月25日 | 闇の穴       |          | 古田求   | 本木克英 |
| 最終回 | 5月02日 | 霧の果て     |          | 古田求   | 本木克英 |

第2期（2015年）
| 回     | 放映日  | サブタイトル     | 原作                            | 脚本       | 監督     |
| ------ | ------- | ---------------- | ------------------------------- | ---------- | -------- |
| 第一回 | 4月03日 | 出合茶屋         |                                 | 古田求     | 本木克英 |
| 第二回 | 4月10日 | 昔の仲間         | 神隠し                          | 田上雄     | 本木克英 |
| 第三回 | 4月17日 | 消えた女         | 『消えた女 彫師伊之助捕物覚え』 | 保利吉紀   | 本木克英 |
| 第四回 | 4月24日 | 密告             | 『霜の朝』                      | 中村勝行   | 酒井信行 |
| 第五回 | 5月01日 | 神隠し           | 『神隠し』                      | 渡辺善典   | 酒井信行 |
| 第六回 | 5月08日 | 鬼ごっこ         | 『花のあと』                    | 田上雄     | 酒井信行 |
| 第七回 | 5月15日 | 小ぬか雨         | 『橋ものがたり』                | 久喜千彩子 | 本木克英 |
| 最終回 | 5月22日 | 日照雨（そばえ） |                                 | 古田求     | 本木克英 |

#### 関連商品
ソフト化はNHK版のみ、DVDで販売されている。
DVD
- 神谷玄次郎捕物控（2014年10月17日発売、NHKエンタープライズ、19997AA）
- 神谷玄次郎捕物控2（2015年9月25日発売、NHKエンタープライズ、21025AA）